# NGC 934
NGC 934 este o galaxie lenticulară situată în constelația Balena. A fost descoperită în 1876 de către Ernst Wilhelm Tempel. Se află la o distanță de 90 de megaparseci de Pământ.